# Critère d'irréductibilité de Cohn
En arithmétique des polynômes, le critère d'irréductibilité de Cohn est une condition suffisante pour qu'un polynôme à coefficients entiers soit irréductible.

## Énoncé
Si un nombre premier p s'écrit en base dix sous la forme{\displaystyle p=a_{m}10^{m}+a_{m-1}10^{m-1}+\dots +a_{1}10+a_{0}{\text{ avec }}0\leq a_{k}\leq 9}alors le polynôme{\displaystyle a_{m}X^{m}+a_{m-1}X^{m-1}+\ldots +a_{1}X+a_{0}}est irréductible dans {\displaystyle \mathbb {Z} [X]}.
Ce théorème se généralise à d'autres bases :
Pour tout entier b ≥ 2, un polynôme de la forme{\displaystyle P(X)=a_{m}X^{m}+a_{m-1}X^{m-1}+\ldots +a_{1}X+a_{0}{\text{ avec }}0\leq a_{k}\leq b-1}est irréductible dans {\displaystyle \mathbb {Z} [X]} dès que P(b) est premier.